# JCUKEN
JCUKEN (ЙЦУКЕН, noto anche come YCUKEN, YTsUKEN e JTSUKEN) è una disposizione specifica dei caratteri dell'alfabeto cirillico e di vari caratteri tipografici sui tasti delle macchine da scrivere e delle tastiere dei computer, adattata ai paesi di lingua russa, soprattutto in Russia e nella maggior parte delle ex repubbliche dell'ex URSS. Ha sostituito la tastiera JIUKEN in seguito alle riforme ortografiche russe del 1918.
In Mongolia si fa uso di una tastiera specifica derivata da JCUKEN, chiamata “FCUZHEN” (ФЦУЖЭН), dove le lettere specifiche del russo sono sostituite da lettere usate in mongolo.

## Tipo di layout della tastiera

### Russo

Layout russo (senza lettere latine normalmente presenti)

La tastiera cirillica in realtà incorpora due tastiere. I tasti sono infatti contrassegnati da lettere latine (QWERTY) e cirilliche russe (ЙЦУКЕН). Ciò consente di passare rapidamente tra i due alfabeti premendo insieme Alt + Shift sinistro (o Shift + Ctrl a seconda della configurazione) in particolare per inserire un indirizzo URL che è impossibile inserire in cirillico (a parte alcuni siti russi che hanno inserito un indirizzo URL in cirillico).
L'attuale tastiera russa è stata utilizzata sulle macchine da scrivere e successivamente sui computer dal 1918, sostituendo la tastiera ЙІУКЕН che era diventata obsoleta dopo le riforme ortografiche russe nello stesso anno. Questa tastiera è stata utilizzata in tutta l'URSS ed è utilizzata oggi nella maggior parte delle ex repubbliche sovietiche utilizzando l'alfabeto cirillico. A seconda della lingua utilizzata (ucraino, kazako, ecc.), la tastiera è adattata ai caratteri speciali. La tastiera cirillica mongola (ФЦУЖЭН) è ispirata alla tastiera russa, tuttavia è stato apportato un cambiamento significativo nella disposizione delle lettere.

### Bulgaro
Tradizionalmente viene utilizzato il layout nazionale standardizzato, o BDS, che segue il layout russo.
Dopo la divulgazione dei computer, è stata distribuita un'altra disposizione, denominata "fonetica", che segue lo standard QWERTY; questa disposizione è preferita tra i giovani, che sono più abituati ai layout di tastiera latina.
Per cambiare tra le tre modalità di digitazione, effettuiamo l'impostazione sui computer e cambiamo tra latino e cirillico digitando Shift + Alt, e tra BDS e fonetico digitando Shift + Ctrl.

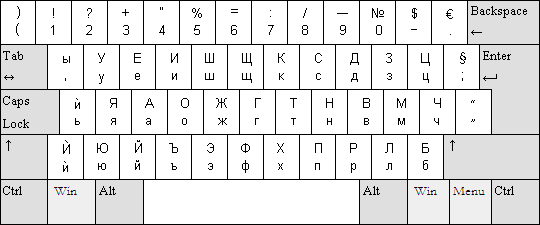
Disposizione BDS bulgara

### Serbo

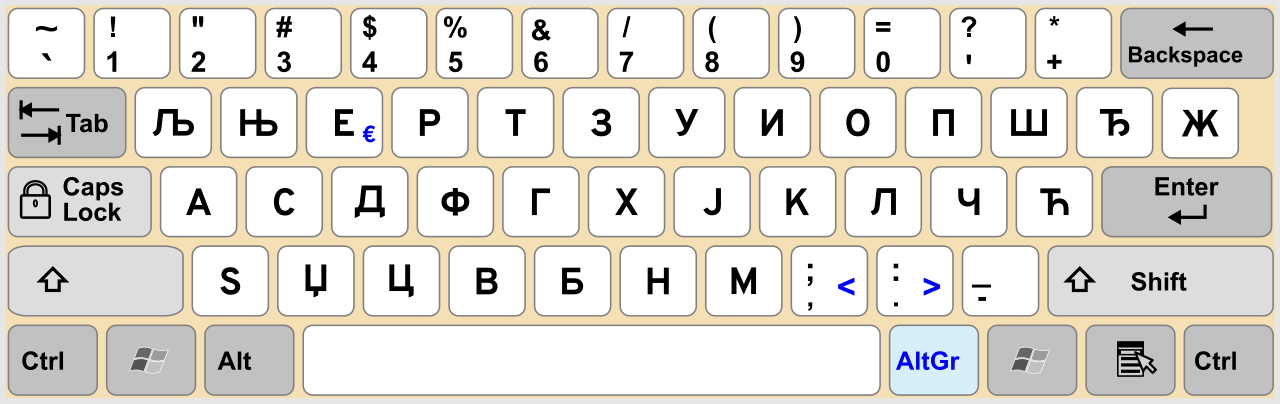
Layout serbo

### Macedone

Layout macedone